# 소금강로 (정선군)
소금강로(Sogeumgang-ro)은 강원특별자치도 정선군 정선읍 덕우리 덕우삼거리와 사북읍 사북리 정선군립병원삼거리를 잇는 강원특별자치도의 도로이다.

## 연혁
- 2009년 5월 11일 : 소금강로로 명명

## 주요 경유지
강원특별자치도
- 정선군 (정선읍 · 화암면 · 사북읍)

## 노선
| 이름                | 접속 노선                                           | 소재지 | 소재지                       | 비고                                   |
| ------------------- | --------------------------------------------------- | ------ | ---------------------------- | -------------------------------------- |
| 덕우삼거리          | 국도 제59호선 지방도 제424호선 (칠현로)             | 정선군 | 정선읍                       | 지방도 제424호선 구간                  |
| 오산치              |                                                     | 정선군 | 화암면                       | 지방도 제424호선 구간                  |
| (오산교 남단)       | 북동로 오산2길                                      | 정선군 | 화암면                       | 지방도 제424호선 구간                  |
| (종류교 서단)       | 화암동굴길                                          | 정선군 | 화암면                       | 지방도 제424호선 구간                  |
| 화암교              | 그림바위길 화암싸내길                               | 정선군 | 화암면                       | 지방도 제424호선 구간                  |
| (약수교 북단)       | 그림바위길 약수길                                   | 정선군 | 화암면                       | 지방도 제424호선 구간                  |
| (화암2교 북단)      | 지방도 제421호선 (벌문재로)                         | 정선군 | 화암면                       | 지방도 제421, 424호선 구간             |
| (제동교 동단)       | 지방도 제421호선 (민둥산로)                         | 정선군 | 화암면                       | 지방도 제421, 424호선 구간             |
| 몰운리              | 송이재길                                            | 정선군 | 화암면                       | 지방도 제424호선 구간                  |
| 백전2교             | 직전로                                              | 정선군 | 화암면                       | 지방도 제424호선 구간                  |
| 백전교              |                                                     | 정선군 | 화암면                       | 지방도 제424호선 구간                  |
| 합수거리            | 국가지원지방도 제28호선 지방도 제424호선 (오두재로) | 정선군 | 화암면                       | 지방도 제424호선 구간                  |
| 합수거리            | 국가지원지방도 제28호선 지방도 제424호선 (오두재로) | 정선군 | 화암면                       | 국가지원지방도 제28호선 구간           |
| 합수교              |                                                     | 정선군 | 화암면                       |                                        |
| 백전1교             | 대지산길                                            | 정선군 | 화암면                       |                                        |
| 백전교              |                                                     | 정선군 | 화암면                       |                                        |
| 백전2리             | 용소길                                              | 정선군 | 화암면                       |                                        |
| 노나무재터널        |                                                     | 정선군 | 화암면                       | 국가지원지방도 제28호선 구간 연장 600m |
| 노나무재터널        | 사북읍                                              | 정선군 |                              | 국가지원지방도 제28호선 구간 연장 600m |
| 노른교              | 노른가리길                                          | 정선군 | 국가지원지방도 제28호선 구간 |                                        |
| 범바위2교 범바위1교 |                                                     | 정선군 | 국가지원지방도 제28호선 구간 |                                        |
| 정선군립병원삼거리  | 국가지원지방도 제28호선 (지장천로)                  | 정선군 | 국가지원지방도 제28호선 구간 |                                        |

## 주요 건물 및 시설
- 정선석공예단지 (강원특별자치도 정선군 정선읍 소금강로 19)
- 화암1리마을회관 (강원특별자치도 정선군 화암면 소금강로 1115)
- 정선미술관 (구 화동초등학교 선동분교, 강원특별자치도 정선군 화암면 소금강로 1850)
- 정선군하늘터 (강원특별자치도 정선군 사북읍 소금강로 3500-34)
- 사북초등학교 (강원특별자치도 정선군 사북읍 소금강로 3561)
- 사북중학교, 사북고등학교 (강원특별자치도 정선군 사북읍 소금강로 3640)